# Димитър Ненчев
Димитър Георгиев Ненчев е български политик от БКП.

## Биография
Роден е на 8 ноември 1939 г. в ловешкото село Карлуково. Завършва средно образование в Икономическия техникум в Червен бряг, а след това висше образование във Висшия финансово-стопански институт в Свищов. През 1962 г. става инструктор и завеждащ отдел в Окръжния комитет на Комсомола. От 1965 г. е първи секретар на Градския комитет на ДКМС. Член е на БКП от 1964 г. Между 1966 и 1971 г. е първи секретар на Окръжния комитет на ДКМС. От 1971 г. последователно е председател на Съвета на секретарите на общински комитет на БКП към АПК в Пордим и първи секретар на Градския комитет на БКП в Долни Дъбник. Учи във Висшата партийна школа при ЦК на КПСС. През 1976 г. става директор на Автокомбината в Плевен. От 1983 до 1986 г. е секретар на Окръжния комитет на БКП и първи секретар на Общинския комитет на БКП в Плевен. През юни 1986 г. става председател на Изпълнителния комитет на Окръжния народен съвет. Кандидат-член на ЦК на БКП от 1986 до 1990 г.